# 竹内文書
竹内文書（たけうちもんじょ、たけのうちもんじょ、磯原文書、天津教文書ともいう）は、 新興宗教天津教を開いた竹内巨麿によって、代々伝わってきたとものとして昭和10年に公開された文書群。いわゆる神代文字で記された文書と、それを武烈天皇の勅命により武内宿禰の孫の平群真鳥が漢字とカタカナ交じり文に訳したとする写本群と、文字の刻まれた石、鉄剣など、一連の総称。天津教の聖典とされる。竹内文書の信奉者は、原本は後述の裁判に提出されたのちに東京大空襲によりほぼ焼失したと主張している。

## 概要
平群真鳥の子孫であるとされる竹内家に、養子に入ったと自称する竹内巨麿（たけうちきよまろ/たけのうちきよまろ）が、1928年（昭和3年）3月29日に文書の存在を公開した。昭和10年代以降加筆されたという説もある。写本の多くは戦前に焼失し失われているが、南朝系の古文献を再編したとされる写本もある。
当時竹内は皇祖皇太神宮天津教を興し、同宮の神職であった。元々の竹内文書は、彼の天津教と直接関係はないが、竹内文書の内容と、さらに新宗教天津教の教理が加えられたものが、同宗教団体の教典に位置づけられている。書物だけではなく、下記に述べる神宝の類まで包括して「竹内文献（たけのうちぶんけん）」ということが多い。

## 内容
竹内文書では神武天皇からはじまる現在の皇朝を「神倭朝（かむやまとちょう）」と呼び、これ以前に「上古25代」（または「皇統25代」）とそれに続く「不合朝（あえずちょう）73代」（73代目は神武天皇のことである）があり、さらにそれ以前に「天神7代」があったとしている。
ちなみに上古21代天皇は、「伊邪那岐身光天津日嗣天日天皇」といい、イザナギ（『古事記』では伊邪那岐命、『日本書紀』では、伊弉諾神）にあたるとし、その2子のうち1子が「月向津彦月弓命亦ノ名須佐之男命」すなわちツクヨミ（『古事記』では月読命、『日本書紀』では月弓尊）であり、スサノオ（『日本書紀』では素盞嗚尊・素戔嗚尊、『古事記』では建速須佐之男命・須佐乃袁尊）の別名とされている。
その他次のような記述がある。
- 「イスキリス・クリスマス（イエス・キリストとされる）の遺言」という「イスキリス・クリスマス。福の神。八戸太郎天空神。五色人へ遣わし文」で始まる文書がありそれによると十字架上で死なずに渡来（ゴルゴダの丘で処刑されたのは、弟のイスキリと記する）、1935年（昭和10年）8月初に竹内巨麿が青森県の戸来村（現在の新郷村）で発見した十来塚（竹内巨麿が村長に書くようにいった）が「イスキリス・クリスマス」の墓であるすなわちキリストの墓とし、モーセの十戒は実は表十戒であり、裏十戒・真十戒を含む原文の記された石を天津教の神宝として天津教が所有し、天皇が、来日したモーセに授け、モーセの墓が石川県の宝達志水町に存在している。釈迦をはじめ世界の大宗教教祖はすべて来日し、天皇に仕えたことになっている。
- 世界には五色人（ごしきじん。黄人（きひと、日本人を含むアジア人）、赤人（あかひと、ネイティブアメリカンやユダヤ人等に少し見られる）、青人（あおひと、肌が青白い。現在、純血種ほとんどなし）、黒人（くろひと、インドの原住民族やアフリカ人等）、白人（しろひと、白い肌やプラチナ、ブロンドの髪をしたヨーロッパ人））が存在していた。
- 皇祖皇太神宮が全世界の中心である。注：現在茨城県に存在する神宮は、遷宮したもの。
- 3000年以上前の上古2代天皇の時代に16人の弟妹たちが全世界に散らばり、彼らの名前は今も地名として残っているという。その中には「ヨハネスブルグ」「ボストン」「ニューヨーク」といった名前が見られるが、これらの都市が建設されたのはかなり新しい時代である。
- 約3000年前の不合朝64代の時代に皇子31名と皇女43名が巡幸し、長である万国巡知彦尊が知勇大力で外敵を制圧したのが「桃太郎」の起源だという。
- 不合朝69代神足別豊鋤天皇の代にミヨイ、タミアラが陥没した（このミヨイ、タミアラの文字は、1940年10月の『天国棟梁天皇御系図宝の巻き前巻・後巻』児玉天民著が初出である）とムー大陸（1938年6月号の雑誌『神日本』（中里義美主宰）の「陥没大陸ムー国」が日本での初期紹介）やアトランティス大陸を思わせる記述がある。
- ヒヒイロカネについての記述がある。また、文書とともに伝えられてきたとされる鉄剣がヒヒイロカネ製であるとしていた。
- 富山県（富山平野）呉羽山の羽根飛登行所は日本国内専用、つまり国内線の空港、石川県羽咋市にある羽根飛行場は世界各地を回るための国際線用だった。太古の昔に空飛ぶ船[2]があり、天皇がそれに乗って万国を巡行していたという。[3]
- 富山県の立山町にはUFOの目撃者が異常に多い尖山（とがりやま、とんがりやま）という古代日本のピラミッドが存在する（標高559m）。「神代の万国史」に挿入された巻頭写真の説明には、「トンガリ山は上古第二十四代天仁仁杵身光天皇（アメノニニギノスメラミコト）の神殿のアトである」と書かれている。これは神殿「アメトツチヒラミツト」で、天皇はそこから「天の浮舟」（あめのうきふね：UFO）に乗り、全世界を飛行したとされている（サンデー毎日ピラミッド特集、北日本新聞、名古屋タイムズ（1984年6月））[3]。

## 文献批判

### 山崎鐵丸
山崎鐵丸は、川浦操の竹内文書紹介論文「長慶天皇の山陵に就いて」（1927年4月5日『國學院雑誌』33巻4号）をみた後「竹内家の記録に就いて」（1927年8月『國學院雑誌』33巻8号）において文献批判を行なった。

### 狩野亨吉
狩野亨吉は、1935年（昭和10年）『日本医事新報』から鑑定を依頼され、7枚中5枚を鑑定し、偽造と回答した。鑑定したのは以下の5文書の写真である。
- 『長慶太神宮御由来』
- 『長慶天皇御真筆』
- 『後醍醐天皇御真筆』
- 『大日本天皇同太古上々代御皇統譜神代文字之巻 大臣紀氏竹内平群真鳥宿禰書字真筆』
- 『大日本国太古代上々代神代文字之巻』

狩野は、「第一次天津教事件」より以前に、天津教の関係者が撮影した古文書の鑑定依頼を受けていたが、そのときは断った。しかし、軍部に天津教の主張を受け入れる者が出てきたことから、その影響力に驚き、鑑定することになった。
1936年（昭和11年）狩野は、『思想』（岩波書店）同年6月号で「天津教古文書の批判」を発表し、古文書が偽書であることを証明した。
狩野亨吉は、1942年（昭和17年）に検察側証人として言語学者の橋本進吉とともに出廷証言する。

### 熊沢天皇
南朝の熊沢天皇と名乗った熊沢寛道は、1947年（昭和22年）の選挙で、竹内文書が信雅王が伝承した品や宝物と一緒に盗まれたと言った。それは熊沢の支持者の吉田長蔵が福島県双葉郡葛尾村の光福寺（後に観福寺、南朝方の寺）から明治中期に虚無僧の斎藤慈教により盗まれ1920年（大正9年）に竹内巨麿が古物商から買い取ったと言ったことによる。

## 天津教をめぐる事件
- 1930年（昭和5年）12月7日～19日、『東京日日新聞』に批判記事。警視庁が詐欺罪容疑で竹内巨磨、前田常蔵、高畠康寿を取り調べする。不起訴。
- 1932年（昭和7年）、内務省特高警察が竹内巨磨を拘引、不敬の言動により同年6月、神宝拝観禁止、神社の鳥居を撤去。
- 1935年（昭和10年）12月28日、神宝が秦真次の手により東京市・靖国神社の遊就館の松田常太館長に託された。
- 1936年（昭和11年）2月13日朝、茨城県多賀郡磯原町にて竹内巨麿（1937年7月7日まで水戸警察で拘留）と磯原館という旅館の吉田兼吉が不敬罪、文書偽造行使罪、詐欺罪容疑で逮捕された。同年、4月17日検察書類送致、同月30日、竹内巨麿、神宝を水戸地方裁判所に移す旨の受託書を書く。
- 1937年（昭和12年）12月11日、逮捕者15名中竹内巨麿のみが不敬罪で起訴される。
- 1942年（昭和17年）3月16日、一審不敬罪有罪判決。上告。上告代理人弁護士は田多井四郎治、宮本正美、特別弁護人鵜澤總明（後の極東国際軍事裁判の日本弁護団長）
- 1944年（昭和19年）12月12日、大審院（現最高裁判所）無罪判決、結審。判決では、「この問題は裁判所の権限を超えた宗教問題である」、あるいは「単なる証拠不十分である」として無罪が宣告される[3]。
- 1950年（昭和25年）1月、連合国軍最高司令官総司令部（GHQ/SCAP）から天津教は解散指定される[7]。

## 焼失と疑惑
この裁判にあたり、皇祖皇太神宮から「神宮神祠不敬被告事件上告趣意書」が、神宝を含む竹内文書約4,000点と史跡の現地調査の報告書などとともに、提出された。無罪判決となるも、提出物は裁判が終了してもすぐに返還がかなわず、それら原本は太平洋戦争中の空襲により『吉備津彦命兵法之巻』などを焼失したとされている。戦後、巨麿の子、竹内義宮がその写本を伝えている。

## 竹内文書による歴代天皇
- 天神代[全7代]
- 01元無極躰主王 大御神(モトフミクライノミノヌシ_オオミカミ)
- 在位：記載無し
- 02中未分主 大神尊(ナカナシワカレヌシ_オオカミ)
- 在位：年歴無数
- 03天地分主尊 大神(アメツチワカレヌシノ_オオカミ)
- 在位：224億32萬16歳
- 04天地分大底主 大神(アメツチワカシオオソコヌシ_オオカミ)
- 在位：記載無し
- 05天一天柱主 大神躰光神 天皇(アメハジメアメハシラノシ_オホカミ_ミヒカリノカミ_スミラミコト)
- 在位：160億歳
- 06国万造主 大神身光 天皇(クニヨロズツクリノシ_オホカミ_ミヒカリノ_スミラミコト)
- 在位：110億500萬歳
- 07-1天御光 太陽貴王日 大御神大光日 天神(アメノミヒカリ_オホヒナカキオヒ_オホミカミオホヒカリヒ_アマツカミ)
- 在位：360億年
- 07-2天御光 太陰貴王女 大神(アメノミヒカリ_オホインナカキオ_メオホカミ)
- 在位：3億年
- 上古廿五代
- 01天日豊本葦牙気皇主 身光大神 天皇(アメヒノムトアシカビキミノシノ_ミヒカリオオカミ_スミラミコト)[天日豊本葦牙気皇主]
- 在位：160億60万年[21世]
- 02造化気万男 身光 天皇(ツクリノシキヨロヅオ_ミヒカリノ_スミラミコト)[造化気万男]
- 在位：320億年[33世]
- 03天日豊本黄人皇主神 天皇身光神(アメノヒノムトヒノヒノミノシカミ_スミラミコトミヒカリノカミ)[天日豊本黄人皇主神]
- 在位：270億5万年[24世]
- 04天之御中主神 身光 天皇(アメノミナカノシノカミ_ミヒカリ_スミラミコト)[天之御中主神]
- 在位：250億年[22世]
- 05天八下王 身光 天皇(アメノヤクダリオ_ミヒカリ_スミラミコト)[天八下王]
- 在位：100億20万年[22世]
- 06天目降美 身光神 天皇(アメノメクダリミ_ミヒカリノカミノ_スミラミコト)[天目降美]
- 在位：110億年[22世]
- 07天相合美 身光 天皇(アメアヒアハスミド_ミヒカリ_スミラミコト)[天相合美]
- 在位：100億23,003年[21世]
- 08天八百足日 身光 天津日嗣天皇(アメヤオタルヒ_ミヒカリ_アマツヒツギノスミラミコト)[天八百足日]
- 在位：120億年[20世]
- 09天八十万魂 身光 天津日嗣天皇(アメノヤソヨロヅタマ_ミヒカリ_アマツヒツギノスミラミコト)[天八十万魂]
- 在位：160億年[22世]
- 10高皇産霊 身光 天津日嗣天皇(タカミムスビ_ミヒカリ_アマツヒツギノスミラミコト)[高皇産霊]
- 在位：110億100万年[20世]
- 11神皇産霊 身光 天津日嗣天日天皇(カンムスビ_ミヒカリ_アマツヒツギアメヒノスミラミコト)[神皇産霊]
- 在位：100億50万年[20世]
- 12宇麻志阿志訶備比古遅 身光 天津日嗣天皇(ウマシアシカビヒコジ_ミヒカリ_アマツヒツギノスミラミコト)[宇麻志阿志訶備比古遅]
- 在位：80億年[18世]
- 13天之常立男 身光 天津日嗣天日天皇(アメノトコタチオ_ミヒカリ_アマツヒツギアメヒノスミラミコト)[天之常立男]
- 在位：90億年[19世]
- 14国之常立 身光 天津日嗣天日天皇(クニノトコタチ_ミヒカリ_アマツヒツギアメヒノスミラミコト)[国之常立]
- 在位：200億年[22世]
- 15豊雲野根 身光 天津日嗣天皇(トヨクモヌネ_ミヒカリ_アマツヒツギノスミラミコト)[豊雲野根]
- 在位：100億年[18世]
- 16宇比地煮 身光 天津日嗣天皇(ウヒヂニ_ミヒカリ_アマツヒツギノスミラミコト)[宇比地煮]
- 在位：190億年[16世]
- 17角杙 身光 天津日嗣天日天皇(ツヌグヒ_ミヒカリ_アマツヒツギ_アメヒノスミラミコト)[角杙]
- 在位：100億年[11世]
- 18大斗能地王 身光 天津日嗣天日天皇(オホトノヂオ_ミヒカリ_アマツヒツギ_アメヒノスミラミコト)[大斗能地王]
- 在位：125億5年[10世]
- 19面足日子 身光 天津日嗣天日天皇(オモダルヒコ_ミヒカリ_アマツヒツギ_アメヒノスミラミコト)[面足日子]
- 在位：110億年[15世]
- 20惶根王 身光 天津日嗣天日天皇(カシコネオ_ミヒカリ_アマツヒツギ_アメヒノスミラミコト)[惶根王]
- 在位：110億年[13世]
- 21伊邪那岐 身光 天津日嗣天日天皇(イザナギ_ミヒカリ_アマツヒツギ_アメヒノスミラミコト)[伊邪那岐]
- 在位：100億年[16世]
- 22天疎日向津比売 身光 天津日嗣天日天皇(アマサカリヒムカツヒメ_ミヒカリ_アマツヒツギ_アメヒノスミラミコト)[天照大神]
- 在位：170億年[11世]
- 23天之忍穂耳 身光 天津日嗣天日天皇(アメノオシホミミ_ミヒカリ_アマツヒツギ_アメヒノスミラミコト)[天之忍穂耳]
- 在位：130万年[7世]
- 24天仁仁杵 身光 天津日嗣天日天皇(アメニニギ_ミヒカリ_アマツヒツギ_アメヒノスミラミコト)[天仁仁杵]
- 在位：131万年[5世]
- 25天津彦火火出見 身光 天津日嗣天日天皇(アマツヒコホホデミ_ミヒカリ_アマツヒツギ_アメヒノスミラミコト)[天津彦火火出見]
- 在位：163万7,890年[8世]
- 不合朝（あえずちょう、72代続く。詳細は当該記事を参照）
- 神倭朝（かむやまとちょう、記紀の記すところの神武天皇の神武王朝に始まり7世紀には慶応時代末までの朝廷 (日本) に接続しその後も今上天皇まで続く王朝、すなわち現在通常に皇統として解されている範囲を指す）

## 影響
- 歴史学者の長谷川亮一は、ムー大陸の実在を主張したジェームズ・チャーチワードらの沈没大陸説の影響を指摘している[9]。
- 岡田光玉が始めた新宗教・真光系諸教団に影響を与えた[10]。
- オウム真理教を創始した麻原彰晃は「竹内文書」と出会ったことから、終末思想ハルマゲドンを定着させていった[11]。1985年6月、麻原は竹内文書を論拠とした酒井勝軍の日本ピラミッド説を検証するために岩手県の五葉山に向かい、地元の古老から五葉山山頂で酒井がハルマゲドンの黙示を神受され、20世紀末にハルマゲドンが起きて「神仙民族」だけが生き残り、天皇とは違う指導者が日本から出現すると聞いたと雑誌「ムー」1985年11月号で発表した[11]。